# Мацумото, Намика
Намика Мацумото (яп. 松本 潮霞, род. 7 февраля 1992) — японская тяжелоатлетка, участница летних Олимпийских игр 2016, рекордсменка Японии в категории до 63 кг.

## Биография
В 2009 году Намика Мацумото приняла участие в первом молодёжном чемпионате мира. В весовой категории до 63 кг японская спортсменка показала 16-й результат. В 2013 году Мацумото впервые выступила на крупном международном турнире. На летней Универсиаде в Казани японская тяжелоатлетка с результатом 190 кг замкнула десятку сильнейших. На Азиатских играх Мацумото выступала дважды, заняв в 2014 году 8-е место, а в 2019 году 10-е. В 2015 году Намика впервые приняла участие во взрослом чемпионате мира. В Хьюстоне японская спортсменка по итогам двух упражнений подняла в сумме 203 кг и заняла 19-е место.
В июле 2016 года стало известно, что Намика Мацумото была включена в состав сборной Японии для участия в Олимпийских играх в весовой категории до 63 кг. В рывке Мацумото смогла поднять 90 кг и заняла предварительное 10-е место. В толчке японка показала результат в 115 кг, который стал 9-м среди всех участниц соревнований. По итогам олимпийского турнира Мацумото установила свой личный рекорд по сумме упражнений, подняв в общей сложности 205 кг. Этот результат позволил японке занять итоговое 9-е место. 19 ноября 2016 года Мацумото установила два национальных рекорда в категории до 63 кг. В рывке она подняла 98 кг, а в сумме 214 кг. На чемпионатах мира 2018 и 2019 годов Мацумото не смогла попасть даже в двадцатку сильнейших в весовой категории до 64 кг.

## Результаты

### Олимпийские игры
| Олимпийские игры    | Категория | Рывок | Толчок | Сумма | Место |
| ------------------- | --------- | ----- | ------ | ----- | ----- |
| Рио-де-Жанейро 2016 | до 63 кг  | 90    | 115    | 205   | 9     |

### Чемпионат мира
| Чемпионат мира | Категория | Рывок | Толчок | Сумма | Место |
| -------------- | --------- | ----- | ------ | ----- | ----- |
| Хьюстон 2015   | до 63 кг  | 90    | 113    | 203   | 19    |
| Ашхабад 2018   | до 64 кг  | 93    | 111    | 204   | 23    |
| Паттайя 2019   | до 64 кг  | 93    | 112    | 205   | 22    |

### Личные рекорды
| Упражнение | Результат | Дата            | Место проведения |
| ---------- | --------- | --------------- | ---------------- |
| Рывок      | 96 кг     | 18 апреля 2019  | Нинбо            |
| Толчок     | 115 кг    | 10 августа 2016 | Рио-де-Жанейро   |
| Сумма      | 209 кг    | 18 апреля 2019  | Нинбо            |